# Monotypi
Monotypi (lat. enkelttryk) er en grafisk fladtryksteknik, der oftest kun benyttes til et enkelt tryk, idet følgende ikke bliver gode. Der bliver derfor aldrig tale om oplagstryk.
Princippet kendes især fra kobbertrykkerier, hvor man benytter en blankpoleret plade til at tegne eller male på. Denne plade køres på almindelig vis igennem dybtrykpressen med papir, således at farven overføres til papiret. På den måde er det reelt et plantryk. Der kan dog være farverester tilbage på pladen efter trykning, som kan udnyttes til endnu et tryk, ved simpelthen at male videre ovenpå. De partier, der trykkes for anden gang, vil fremstå meget svagere, mens det nyfarvede vil fremstå med fuld styrke.
Monotypi kan kombineres med andre teknikker som f.eks dybtryk, så hvert tryk bliver forskelligt (se f.eks kunstneren Edgar Degas). Eller det kan kombineres med afmaskning med papir eller papstykker.